# Naugachhia
Naugachhia är en ort i Indien.   Den ligger i distriktet Bhāgalpur och delstaten Bihar, i den östra delen av landet, 1 000 km öster om huvudstaden New Delhi. Naugachhia ligger 39 meter över havet och antalet invånare är 41 247.
Terrängen runt Naugachhia är mycket platt. Runt Naugachhia är det tätbefolkat, med 411 invånare per kvadratkilometer. Närmaste större samhälle är Bihpur, 16,6 km väster om Naugachhia. Trakten runt Naugachhia består till största delen av jordbruksmark.